# Gianluca Buonanno
Gianluca Buonanno (ur. 15 maja 1966 w Borgosesii, zm. 5 czerwca 2016 w Gorla Maggiore) – włoski polityk i samorządowiec, parlamentarzysta krajowy, deputowany do Parlamentu Europejskiego VIII kadencji.

## Życiorys
W wieku 16 lat wstąpił do Włoskiego Ruchu Społecznego. Ukończył technikum handlowe z dyplomem w zakresie księgowości, pracował w zakładzie rzemieślniczym ojca i w branży handlowej.
W 1990 został radnym miejscowości Serravalle Sesia, w 1993 i w 1997 wybierany na urząd jej burmistrza. Od 1995 był radnym prowincji Vercelli, w latach 2007–2009, pełniąc funkcję wiceprzewodniczącego. W 2002 i w 2007 uzyskiwał wybór na stanowisko burmistrza Varallo. W 2010 został również radnym regionu Piemont, a rok wcześniej asesorem w administracji miejskiej Borgosesii. W 2014 objął w tym mieście urząd burmistrza.
W wyborach w 2008 Gianluca Buonanno został wybrany do Izby Deputowanych XVI kadencji. W 2013 z powodzeniem ubiegał się o reelekcję na XVII kadencję. Był wykluczany z obrad niższej izby włoskiego parlamentu m.in. w lipcu 2013, gdy obrażał posłów SEL, proponując im zmianę nazwy partii na „Sodomia i Wolność”, a także w kwietniu 2014, gdy w czasie debaty nad zmianami w prawie imigracyjnym wymachiwał rybą.
W 2014 z listy LN uzyskał mandat europosła VIII kadencji. Zmarł w 2016 na skutek obrażeń doznanych w wypadku drogowym.